# Hylaeorchis petiolaris
Hylaeorchis petiolaris är en orkidéart som först beskrevs av Rudolf Schlechter, och fick sitt nu gällande namn av Germán Carnevali och Gustavo Adolfo Romero. Hylaeorchis petiolaris ingår i släktet Hylaeorchis och familjen orkidéer. Inga underarter finns listade i Catalogue of Life.